# Diiodotyrosine
Pour les articles homonymes, voir DIT.
La diiodotyrosine (DIT) est un acide α-aminé iodé non protéinogène précurseur, chez l'homme, des hormones thyroïdiennes T3 (triiodothyronine) et T4 (thyroxine). Elle est biosynthétisée dans les thyrocytes de la thyroïde par la thyroperoxydase à partir de la monoiodotyrosine (MIT) et d'iode, un halogène, par fixation de ce dernier sur la position méta libre de résidus monoiodotyrosine de la thyroglobuline.
La diiodotyrosine peut être utilisée pour traiter certaines maladies affectant la thyroïde.